# Ла-Уэрта
Ла-Уэрта (исп. La Huerta) — посёлок в Мексике, в штате Халиско, входит в состав одноименного муниципалитета и является его административным центром. Численность населения, по данным переписи 2020 года, составила 7954 человека.

## Общие сведения
В 1524 году регион был покорён конкистадорами во главе с Франсиско Кортесом.
В 1543 году Хуан де Альместа был отправлен для усмирения восставших жителей деревни. После подавления восстания, ему пришлось основать новое поселение в нескольких километрах восточнее, и переселить оставшихся жителей.
В 1756 году король Испании даровал поселению статус индейской общины.
В 1827 году была произведена перепись населения деревни, которая тогда называлась Хесус-Мария.
Позднее местность рядом с деревней купил Хосе Ольмедо и разбил фруктовые сады, а его асьенда получила название Уэрта-де-Ольмедо, что можно перевести как: сады Ольмедо.
В дальнейшем асьенда и деревня слились, а приходской священник Агапито Флорес окрестил поселение как Уэрта-де-Хесус-Мария.
В 1883 году поселение упоминается как комиссария муниципалитета Аутлан под названием Ла-Уэрта.
В 1946 года поселение получило статус посёлка.
Город расположен в 250 км к юго-западу от столицы штата, города Гвадалахара, на федеральной трассе 80.

## Население
| Год  | Численность | Численность |
| ---- | ----------- | ----------- |
| 2000 | 7222        | [ 7 ]       |
| 2005 | 7509        | [ 8 ]       |
| 2010 | 7891        | [ 9 ]       |
| 2020 | 7954        | [ 10 ]      |